# Poggiolo
Poggiolo (korsisch U Pighjolu) ist eine Gemeinde auf der Mittelmeerinsel Korsika in Frankreich. Sie gehört zum Département Corse-du-Sud, zum Arrondissement Ajaccio und zum Kanton Sevi-Sorru-Cinarca. Sie grenzt im Norden an Soccia, im Nordosten an Orto, im Osten an Guagno, im Südosten an Azzana, im Süden an Salice, im Südwesten an Rosazia, im Westen an Murzo und im Nordwesten an Letia. Das Gemeindegebiet wird vom Flüsschen Guagno durchquert.

## Bevölkerungsentwicklung
| Jahr      | 1962 | 1968 | 1975 | 1982 | 1990 | 1999 | 2008 | 2014 |
| --------- | ---- | ---- | ---- | ---- | ---- | ---- | ---- | ---- |
| Einwohner | 152  | 120  | 117  | 93   | 76   | 95   | 93   | 101  |